# Бинсвангер, Людвиг
Людвиг Бинсвангер (нем. Ludwig Binswanger) (13 апреля 1881, Кройцлинген, Швейцария — 5 февраля 1966, Кройцлинген, Швейцария) — швейцарский психиатр и основоположник экзистенциальной психологии. Его отец (также носивший имя Людвиг и фамилию Бинсвангер) основал «Беллвьюский санаторий» в Кройцлингене, а дядя Отто Бинсвангер занимал должность профессора психиатрии в Йенском университете.

## Биография
В 1907 году Бинсвангер получил медицинскую степень в Цюрихском университете и в молодости работал и учился у некоторых самых известных психологов той эпохи, таких как Карл Юнг, Эйген Блейлер и Зигмунд Фрейд. Несмотря на различные взгляды, касающиеся теории психиатрии, Бинсвангер и Фрейд оставались друзьями до смерти Фрейда в 1939 году (возможно, благодаря Джулии Бинсвангер).
В период с 1911 по 1956 год Бинсвангер занимал должность главного врача санатория в Кройцлингене. На него оказали влияние экзистенциальная психология и работы Мартина Хайдеггера, Эдмунда Гуссерля и Мартина Бубера. Бинсвангер считается первым врачом, объединившим психотерапию с идеями экзистенциализма, которые он развил в своей вышедшей в 1942 году книге «Основные формы и знания о человеческом существовании» (нем. «Grundformen und Erkenntnis menschlichen Daseins»). В данной работе он закладывает основы экзистенциального анализа в качестве эмпирической науки, подразумевающей антропологический подход к конкретной человеческой личности. При проведении экзистенциального анализа наиболее известным клиентом Бинсвангера была Эллен Уэст, пациентка, страдавшая тяжелой невротической анорексией.
Книга Бинсвангера «Мечта и существование» была переведена с немецкого на французский Мишелем Фуко, который добавил к ней значимое эссе в качестве предисловия.

## Экзистенциальный анализ Людвига Бинсвангера
Опираясь на идеи психоанализа Фрейда и экзистенциальную аналитику Хайдеггера, Бинсвангер разработал концепцию экзистенциального анализа применительно к психопатологическому исследованию человека. Содержание предложенного подхода Бинсвангер определяет как «антропологический тип научного исследования, то есть такой тип, который направлен на изучение сущности человеческого бытия». Философскую основу и методологию экзистенциального анализа Бинсвангер заимствовал из работ Хайдеггера, который описывал фундаментальную структуру человеческого бытия, названную им бытием-в-мире. В отличие от экзистенциальной аналитики Хайдеггера, который исследовал сущностные условия человеческой экзистенции на онтологическом уровне, экзистенциальный анализ Бинсвангера направлен на феноменологический анализ конкретного человеческого существования на онтико-антропологическом уровне.
Ключевым понятием экзистенциального анализа является миропроект, открывающий целостное понимание человеческого бытия-в-мире, в единстве его способов осуществления. Бинсвангер полагал, что каждая индивидуальная форма существования предполагает свой собственный миропроект, который получает развитие посредством определённых модусов выражения и действия. В концепции экзистенциального анализа мир не противостоит человеку как объект субъекту. Мир и человек образуют непрерывную ткань реальности.
Согласно Бинсвангеру, в понимании миропроекта можно выделить три ключевых момента:
- Миропроект всегда индивидуален, но при этом не становится понятным для человека с помощью сознательной интерпретации.
- Миропроект носит характер экзистенциального a priori.
- Человек всегда уже застает себя в границах своего миропроекта, что означает экзистенциально-ориентированный структурный анализ и сопоставление индивидуальных жизненных проектов.

Таким образом, феноменология миропроекта позволяет понимать человека целостно, исходя из его собственного устройства в мире, открывающего себя в проекте, а не из внешне обусловленной детерминации мышления, поведения и познания (естественные и социальные науки). Содержанием миропроекта выступает не сущность (что), а тот способ, которым человек присутствует в мире (как бытия-в-мире и бытия собой).
Важное значение для экзистенциального анализа имеет исследование темпоральной структуры и определение человеческого бытия по отношению к модусам времени. Аутентичным модусом темпоральности является будущее, к которому человеческая экзистенция себя проектирует. По мысли Бинсвангера, экзистенциальный анализ призван вернуть человеку свободу определять свое будущее путем преодоления «отрезанности от будущего» и искажающего воздействия его слишком замкнутого миропроекта, который может подавлять и подчинять себе все смысловое содержание индивидуальной жизни, что приводит к потере смысловой определённости в мире.
Концепция миропроекта Бинсвангера также является экзистенциальным развитием идей психоанализа Фрейда, в частности, его учения о бессознательном. Принципиальное отличие заключается в том, что Бинсвангер считал недостаточным раскрыть отношение человека к его биологической природе влечений и инстинктов. Он полагал, что необходимо понимать человека из его отношения с другими людьми (бытие-с-другими) и отношения к самому себе (самобытие), то есть из структуры бытия-в-мире. Экзистенциально-априорное положение проекта управляет не столько отношением человека с вещами, сколько тем, каким образом сознание избирательно ориентируется в мире, выделяя значимые для себя вещи. Личная жизненная история складывается, таким образом, из ситуативного определения значений той смысловой реальности, которая выступает динамическим содержанием человеческой действительности.
Предлагая методологию экзистенциального анализа, Бинсвангер исследовал фундаментальную структуру человеческого существования и её нарушения. Целью анализа, как и психотерапевтической работы, является открытие условий и возможностей для развития целостной личности, что предполагает анализ отношения человека к миру и к себе, в тех модусах, в которых человек открывает для себя мир.

## Избранные работы
- 1907: Über das Verhalten des psychogalvanischen Phänomens beim Assoziationsexperiment. Diagnostische Assoziationsstudien (О Характеристике Психогальванических Феноменов в Эксперименте Ассоциации. Диагностические исследования ассоциации).
- 1910: Über Entstehung und Verhütung geistiger Störungen (О Возникновении и Профилактике Психических Расстройств).
- 1922: Einführung in die Probleme der allgemeinen Psychologie (Введение в Проблемы Общей Психологии), Berlin.
- 1928: Wandlungen in der Auffassung und Deutung des Traumes und Realisierung (Трансформации в Представлении, и Интерпретация Сновидений и Реализации), Berlin.
- 1930: Traum und Existenz (Мечта и Существование).
- 1933: Über Ideenflucht (О «Скачке Идей»), Zürich.
- 1942: Grundformen und Erkenntnis menschlichen Daseins (Основные Формы и Знания о Человеческом Существовании), Zürich (3rd edition, München/Basel, 1962).
- 1946: Über Sprache und Denken (О Языке и Мышлении), Basel.
- 1949: Henrik Ibsen und das Problem der Selbstrealisation in der Kunst (Генрик Ибсен и Проблема Самореализации в Искусстве), Heidelberg.
- 1956: Erinnerungen an Sigmund Freud (Воспоминания о Зигмунде Фрейде), Berne.
- 1956: Drei Formen missglückten Daseins: Verstiegenheit, Verschrobenheit, Manieriertheit (Три Формы Неудавшегося Dasein: Вычурность, Фершробен, Манерность), Tübingen.
- 1957: Schizophrenie (Шизофрения), Pfullingen.
- 1957: Der Mensch in der Psychiatrie (Люди в Психиатрии), Pfullingen.
- 1960: Melancholie und Manie: Phänomenologische Studien (Меланхолия и Мания: Феноменологические исследования).

### На русском
- Бинсвангер Л. Бытие-в-мире. — М.: КСП+; СПБ.: Ювента, 1999. — 300 с. — ISBN 5-89692-024-5
- Руткевич А. М. От Фрейда к Хайдеггеру. — М.: Издательство политической литературы, 1985. —175 с.

### На других языках
- Bühler, Karl-Ernst (2004), Existential and psychoanalysis: specific differences and personal relationship between Ludwig Binswanger., American Journal of Psychotherapy, vol. 58, no. 1, pp. 34–50, PMID 15106398 {{citation}}: Неизвестный параметр |publication in date= игнорируется (справка)
- Reppen, Joseph (2003), Ludwig Binswanger and Sigmund Freud: portrait of a friendship., Psychoanalytic review, vol. 90, no. 3 (published 2004 Jun), pp. 281–291, doi:10.1521/prev.90.3.281.23619, PMID 14621641 {{citation}}: Проверьте значение даты: |publication-date= (справка)
- Wittern, Ursula; Hirschmüller, Albrecht (2002), Drug therapy of psychiatric patients in the middle of the 19th century: the drug armamentarium of Ludwig Binswanger sen. in his «Asyl Bellevue», Gesnerus, vol. 59, pp. 198–223, PMID 12587404
- Hoffman, Klaus (2002), Historical essays on Ludwig Binswanger and psychoanalysis, Luzifer-Amor : Zeitschrift zur Geschichte der Psychoanalyse, vol. 15, pp. 1–189, PMID 12164205
- Ghaemi, S N (2001), Rediscovering existential psychotherapy: the contribution of Ludwig Binswanger., American psychotherapy, vol. 55, no. 1, pp. 51–64, PMID 11291191
- Sigmund Freud / Ludwig Binswanger. Correspondence, Psyche, vol. 46, no. 3 (published 1992 Mar), pp. 221–44, 1992, PMID 1581699 {{citation}}: Проверьте значение даты: |publication-date= (справка)
- Pivnicki, D (1979), Paradoxes of psychotherapy. In honor and memory of Ludwig Binswanger., Confinia psychiatrica. Borderland of psychiatry. Grenzgebiete der Psychiatrie. Les Confins de la psychiatrie, vol. 22, no. 4, pp. 197–203, PMID 394913
- Kuhn, R (1972), Current importance of the work of Ludwig Binswanger, Zeitschrift für klinische Psychologie und Psychotherapie, vol. 20, no. 4, pp. 311–21, PMID 4576200
- Kuhn, R (1968), Ludwig Binswanger, April 13, 1881 - February 5, 1966, Bulletin der Schweizerischen Akademie der Medizinischen Wissenschaften (published 1968 Nov), pp. Suppl 24:99+, PMID 4883993 {{citation}}: Проверьте значение даты: |publication-date= (справка)
- Vanderpool, J P (1968), The existential approach to psychiatry (Ludwig Binswanger), (Victor Frankl)., Tex. Rep. Biol. Med., vol. 26, no. 2, pp. 163–71, PMID 4877375
- Delgado, H (1967), Necrology. Ludwig Binswanger, Revista de neuro-psiquiatría, vol. 30, no. 2 (published 1967 Jun), pp. 216–7, PMID 4881552 {{citation}}: Проверьте значение даты: |publication-date= (справка)
- Colpe, C (1967), A physician in a dialogue. Reminiscences of Ludwig Binswanger, died on 5 February 1966, Der Landarzt, vol. 43, no. 6 (published 1967 Feb 28), pp. 277–83, PMID 4873391 {{citation}}: Проверьте значение даты: |publication-date= (справка)
- Kuhn, R (1967), Ludwig Binswanger (1881-1966), Schweizer Archiv für Neurologie, Neurochirurgie und Psychiatrie = Archives suisses de neurologie, neurochirurgie et de psychiatrie, vol. 99, no. 1, pp. 113–7, PMID 5339997
- Straus, E (1966), To the memory of Ludwig Binswanger 1881-1966, Der Nervenarzt, vol. 37, no. 12 (published 1966 Dec), pp. 529–31, PMID 4861043 {{citation}}: Проверьте значение даты: |publication-date= (справка)
- Cargnello, D, Ludwig Binswanger) 1881-1966), Archivio di psicologia, neurologia e psichiatria, vol. 27, no. 2, pp. 106–10, PMID 5329204
- Holt, H (1966), Ludwig binswanger (1881-1966): a tribute., Journal of existentialism, vol. 6, no. 25, pp. 93–6, PMID 5342183
- WYRSCH, J (1961), To Ludwig BINSWANGER on his 80th birthday., Psychiatria et neurologia, vol. 141 (published 1961 Apr), pp. 229–33, PMID 13787004 {{citation}}: Проверьте значение даты: |publication-date= (справка)
- STRAUS, E W (1951), On the 70th birthday of Ludwig Binswanger., Der Nervenarzt, vol. 22, no. 7 (published 1951 Jul 20), pp. 269–70, PMID 14863527 {{citation}}: Проверьте значение даты: |publication-date= (справка)
- To Ludwig Binswanger on his 70th birthday., Schweizer Archiv für Neurologie und Psychiatrie. Archives suisses de neurologie et de psychiatrie. Archivio svizzero di neurologia e psichiatria, vol. 67, no. 1, pp. 1–4, 1951, PMID 14865927